# Aleksander Lasik
Aleksander Lasik (ur. 20 czerwca 1953 w Szubinie) – polski socjolog i historyk, specjalizujący się w historii III Rzeszy, SS oraz systemie niemieckich obozów koncentracyjnych, doktor habilitowany nauk humanistycznych, profesor Uniwersytetu Kazimierza Wielkiego w Bydgoszczy. 

## Życiorys
Absolwent I Liceum Ogólnokształcącego im. Bolesława Krzywoustego w Nakle nad Notecią. Po ukończeniu studiów na Uniwersytecie im. Adama Mickiewicza w Poznaniu - kierunek socjologia, specjalność - patologia społeczna, rozpoczął pracę w Międzywydziałowym Instytucie Nauk Społecznych w Wyższej Szkole Pedagogicznej w Bydgoszczy (poprzedniczce Uniwersytetu Kazimierza Wielkiego w Bydgoszczy). 
W 1988 r.  w Instytucie Historii UAM w Poznaniu uzyskał stopień doktora nauk humanistycznych w zakresie historii na podstawie rozprawy doktorskiej pod tytułem Załoga SS w obozie koncentracyjnym w Oświęcimiu w latach 1940-1945. Analiza historyczno-socjologiczna (promotor doc. dr hab. Włodzimierz Jastrzębski). Habilitował się na Wydziale Humanistycznym Uniwersytetu Kazimierza Wielkiego w Bydgoszczy, na podstawie pracy Sztafety Ochronne w systemie niemieckich obozów koncentracyjnych. Rozwój organizacyjny, ewolucja zadań i struktur oraz socjologiczny obraz obozowych załóg SS. W 2013 r. został kierownikiem (nieistniejącego już) Zakładu Historii Najnowszej i Dziejów Migracji na Wydziale Humanistycznym Uniwersytetu Kazimierza Wielkiego w Bydgoszczy. Następnie został profesorem uczelni w Katedrze Historii Najnowszej i Stosunków Międzynarodowych na Wydziale Historycznym tejże uczelni.
Autor kilkudziesięciu prac zwartych i artykułów dotyczących historii Niemiec XX wieku, ze szczególnym uwzględnieniem organizacji SS i systemu niemieckich obozów koncentracyjnych. Pracownik Instytutu Historii i Stosunków Międzynarodowych Uniwersytetu Kazimierza Wielkiego w Bydgoszczy.
Wszedł w skład komitetu wspierającego kandydaturę Karola Nawrockiego na prezydenta RP w wyborach w 2025.

## Wybrane publikacje
- Ewolucja kadrowa formacji SS „Totenkopf” a udział Volksdeutschów polskich w załodze obozu koncentracyjnego w Oświęcimiu, [w:] „Przegląd Zachodni”, nr 4/251, Poznań 1989, ss. 105-124.

- Załoga SS w KL Auschwitz w latach 1940 – 1945, Wyd. Uczelniane WSP w Bydgoszczy, Bydgoszcz 1994. ISBN 83-7096-092-8.

- Biografie esesmanów, [w:] Księgi zgonów z Auschwitz, wyd. K.G. Saur, München-New Providence-London-Paris 1995. ISBN 3-598-11273-4.

- Täterbiographien, [in:] Sterbebücher von Auschwitz, K.G. Saur Verlag, München-New Providence-London-Paris 1995. ISBN 3-598-11262-9.

- Biographies of Auschwitz SS-men, [in:] Death Books from Auschwitz, K.G. Saur, München-New Providence-London-Paris 1995. ISBN 3-598-11262-9.

- Zur Soziologie der SS-Besatzung im Konzentrationslager Auschwitz. Anmerkungen und Untersuchungen, [w:] "Edition Universitas. Thema: Erninnern. Medizin und Massenvernichtung", Verlag S. Hirzel. Wissenschaftliche Verlagsgesellschaft Stuttart, Stuttgart 1992, S. 37-46. ISBN 3-8047-1230-4.

- Struktura organizacyjna KL Auschwitz, [w:] Auschwitz 1940-1945. Węzłowe zagadnienia z dziejów obozu, tom I: Założenie i organizacja obozu, (Redakcja naukowa Wacław Długoborski, Franciszek Piper), Oświęcim 1995, ss. 103-218. ISBN 83-85047-52-2.

- Die Organisationsstruktur des KL Auschwitz, [in:] Auschwitz 1940-1945. Studien zur Geschichte des Konzentrations- und Vernichtungslager Auschwitz, Band I: Aufbau und Struktur des Lagers, (Herausgegeben von Wacław Długoborski, Franciszek Piper), Verlag des Staatlichen Museums Auschwitz-Birkenau, Oświęcim 1999, S. 165-320. ISBN 83-85047-76-X.

- Organizational Structure of Auschwitz Concentration Camp, [in:] Auschwitz 1940-1945. Central Issues in the History of the Camp, Volume I: The Establishment and Organization of the Camp, (Editors Wacław Długoborski, Franciszek Piper), Oświęcim 2000, p. 145-279. ISBN 83-85047-87-5.

- Załoga SS w KL Auschwitz, Auschwitz 1940-1945. Węzłowe zagadnienia z dziejów obozu, tom I: Założenie i organizacja obozu, (Redakcja naukowa Wacław Długoborski, Franciszek Piper), Oświęcim 1995, ss. 219-266. ISBN 83-85047-52-2.

- Die SS-Besatzung des KL Auschwitz, [in:] Auschwitz 1940-1945. Studien zur Geschichte des Konzentrations- und Vernichtungslager Auschwitz, Band I: Aufbau und Struktur des Lagers, (Herausgegeben von Wacław Długoborski, Franciszek Piper), Verlag des Staatlichen Museums Auschwitz-Birkenau, Oświęcim 1999, S. 321-394. ISBN 83-85047-76-X.

- The Auschwitz SS Garrison, [in:] Auschwitz 1940-1945. Central Issues in the History of the Camp, Volume I: The Establishment and Organization of the Camp, (Editors Wacław Długoborski, Franciszek Piper), Oświęcim 2000, p. 281-347. ISBN 83-85047-87-5.

- Ściganie i karanie członków załogi KL Auschwitz, [w:] Auschwitz 1940-1945. Węzłowe zagadnienia z dziejów obozu, tom V: Epilog, (Redakcja naukowa Wacław Długoborski, Franciszek Piper), Oświęcim 1995. ISBN 83-85047-52-2.

- Die Strafverfolgung der Angehörigen der SS-Besatzung des KL Auschwitz, [in:] Auschwitz 1940-1945. Studien zur Geschichte des Konzentrations- und Vernichtungslager Auschwitz, Band V: Epilog, (Herausgegeben von Wacław Długoborski, Franciszek Piper), Oświęcim 1999, S. 87-108. ISBN 83-85047-76-X.

- The Apprehension and Punishment of the Auschwitz Concentration Camp Staff, [in:] Auschwitz 1940-1945. Central Issues in the History of the Camp, Volume V: Epilogue, (Editors Wacław Długoborski, Franciszek Piper), Oświęcim 2000; p. 99-117. ISBN 83-85047-87-5.

- Historical-Sociological Profile of the Auschwitz SS, [in:] Anathomy of the Auschwitz Death Camp, (Editors Yisrael Gutman, Michael Berenbaum), Indiana University Press, Bloomington and Indianapolis 1998, p. 271-287. ISBN 0-253-20884-X.

- Rudolf Höss: Manager of Crime, [w:] Anathomy of the Auschwitz Death Camp, (Editors Yisrael Gutman, Michael Berenbaum), Indiana University Press, Bloomington and Indianapolis 1998, p. 288-300. ISBN 0-253-20884-X.

- Postwar Prosecution of the Auschwitz SS, [w:] Anathomy of the Auschwitz Death Camp, (Editors Yisrael Gutman, Michael Berenbaum), Indiana University Press, Bloomington and Indianapolis 1998, p. 588-600. ISBN 0-253-20884-X.

- Obsada osobowa służby zdrowia SS w obozie koncentracyjnym Oświęcim-Brzezinka w latach 1940-1945, [w:] "Zeszyty Oświęcimskie", nr 20, Wydawnictwo Państwowego Muzeum Auschwitz-Birkenau, Oświęcim 1993, ss. 261-324. ISSN 0474-8581.

- Die Personalbesatzung des Gesundheitsdienstes der SS im Konzentrationslager Auschwitz in den Jahren 1940-1945, [in:] "Hefte von Auschwitz", Nr. 20, Verlag Staatliches Auschwitz-Museum, Oświęcim 1997, ss. 290-368. ISSN 0440-5897.

- Ściganie, sądzenie i karanie członków oświęcimskiej załogi SS. Procedura. Zagadnienie winy i odpowiedzialności, [w:] "Zeszyty Oświęcimskie", nr 21, Wydawnictwo Państwowego Muzeum Auschwitz-Birkenau, Oświęcim 1995, ss. 189-250. ISSN 0474-8581.

- Die Verfolgung, Verurteilung und Bestrafung der Mitglieder der SS-Truppe des KL Auschwitz. Verfahren. Fragen zu Schuld und Verantwortung, [in:] "Hefte von Auschwitz", Nr. 21, Verlag Staatliches Auschwitz-Museum, Oświęcim 2000, ss. 221-298. ISSN 0440-5897.

- Załoga SS KL Auschwitz w strukturze terroru w III Rzeszy, [w:] Promotio Historica. Zbiór prac adiunktów Wyższej Szkoły Pedagogicznej w Bydgoszczy, Wyd. Uczelniane Wyższej Szkoły Pedagogicznej w Bydgoszczy, Bydgoszcz 1998, s. 179-202. ISBN 83-7096-177-0.

- Struktura i charakterystyka obozowych władz SS, [w:] Auschwitz. Nazistowski obóz śmierci, wyd. Państwowego Muzeum Auschwitz-Birkenau, Oświęcim 2004. ISBN 83-88526-82-0.

- Struttura e caratteristica delle autorita SS del Lager, [w:] Auschwitz. Il campo nazista della morte, Oświęcim 1995. [w:] Auschwitz. Il campo nazista della morte, Edizioni del Museo di Auschwitz-Birkenau, Oświęcim 1995. ISBN 83-85047-29-8.

- Structure et caracteruistiques des autorites SS du camp, [w:] Auschwitz. Camp de concetration et d’extermination, Editions: Le Musée d'Auschwitz-Birkenau, Oświęcim 1998. ISBN 83-85047-70-0.

- Structure and Character of the Camp SS Administration, [w:] Auschwitz. Nazi Death Camp, Edit. The Auschwitz-Birkenau State Museum, Oświęcim 2004; ISBN 83-88526-27-8.

- Die Lagerführung des KL Auschwitz, [w:] Auschwitz. Nationalsozialistisches Vernichtungslager, Verlag Staatliches Museum Auschwitz-Birkenau, Oświęcim 1997. ISBN 83-85047-59-X.

- Ledningsstrukturen vid koncentrationslägret Auschwitz, [w:] Auschwitz. Nazisternas Dödsläger, Statliga museet Auschwitz-Birkenau, Oświęcim 2003. ISBN 83-88526-52-9.

- Procesy esesmanów z załogi obozowej, [w:] Auschwitz. Nazistowski obóz śmierci, wyd. Państwowego Muzeum Auschwitz-Birkenau, Oświęcim 2004. ISBN 83-88526-82-0.

- I processi alle SS della guarnigione del KL Auschwitz, [w:] Auschwitz. Il campo nazista della morte, Oświęcim 1995. [w:] Edizioni del Museo di Auschwitz-Birkenau, Oświęcim 1995. ISBN 83-85047-29-8.

- Les proces intentés contre les SS du KL Auschwitz, [w:] Auschwitz. Camp de concetration et d’extermination, Editions: Le Musée d'Auschwitz-Birkenau, Oświęcim 1998. ISBN 83-85047-70-0.

- Trials Against the SS Staff from KL Auschwitz, [w:] Auschwitz. Nazi Death Camp, Edit. The Auschwitz-Birkenau State Museum, Oświęcim 2004; ISBN 83-88526-27-8.

- Nachkriegsprozesse gegen die SS-Besatzung des KL Auschwitz, [w:] Auschwitz. Nationalsozialistisches Vernichtungslager, Verlag Staatliches Museum Auschwitz-Birkenau, Oświęcim 1997. ISBN 83-85047-59-X.

- Rättegångar mot SS-personalen vid KL Auschwitz, [w:] Auschwitz. Nazisternas Dödsläger, Statliga museet Auschwitz-Birkenau, Oświęcim 2003. ISBN 83-88526-52-9.

- Volksdeutsche z ziem zachodnich Drugiej Rzeczypospolitej w załogach nazistowskich obozów koncentracyjnych, [w:] Wrzesień 1939 roku i jego konsekwencje dla ziem zachodnich i północnych Drugiej Rzeczypospolitej, red. Ryszard Sudziński, Włodzimierz Jastrzębski, wyd. Uniwersytetu Mikołaja Kopernika w Toruniu, Toruń-Bydgoszcz 2001. ISBN 83-231-1208-8.

- Struktura organizacyjna oraz obsada osobowa stanowisk kierowniczych w obozie koncentracyjnym na Majdanku w latach 1941-1944, [w:] „Zeszyty Majdanka”, t. XXII, Lublin 2003, ss. 121-196. ISSN 0514-7409.

- Status obozu w Potulicach w latach 1941-1945 na tle obozów podlegających Głównemu Urzędowi Bezpieczeństwa Rzeszy i Inspektoratowi Obozów Koncentracyjnych, [w:] „Zeszyty Edukacyjne Instytutu Pamięci Narodowej”, nr 5: Obóz w Potulicach – aspekt trudnego sąsiedztwa polsko-niemieckiego w okresie dwóch totalitaryzmów, Bydgoszcz 2005, ss. 26-32.

- SS-Aufseherinnen vor polnischen Gerichten, [w:] Im Gefolge der SS: Aufseherinnen im Konzentrationslager Ravensbrück. Begleitband zur Ausstellung, (Hrsg. Simone Erpel), Metropol-Verlag, Berlin 2007, S. 160-170. ISBN 978-3-938690-19-2.

- Sztafety Ochronne w systemie niemieckich obozów koncentracyjnych. Rozwój organizacyjny, ewolucja zadań i struktur oraz socjologiczny obraz obozowych załóg SS, wyd. Państwowego Muzeum Auschwitz-Birkenau, Oświęcim 2007. ISBN 978-83-60210-32-1.

- Germanizacja ziem zachodnich II Rzeczypospolitej wcielonych do III Rzeszy na przykładzie tzw. Kraju Warty. Plany, realizacja, instytucje i główni wykonawcy, [w:] Studia z Dziejów Południowego Pogranicza Kujawsko-Wielkopolskiego, red. Paweł Szczepankiewicz, Włocławek-Wierzbinek 2010, ss. 63-83. ISBN 978-83-930964-3-5.

- Problem obywatelstwa państwowego esesmanów, członków załogi SS w KL Auschwitz w latach 1940-1945, [w:] "Zeszyty Oświęcimskie", nr 26, Wydawnictwo Państwowego Muzeum Auschwitz-Birkenau, Oświęcim 2010, ss. 51-137. ISSN 0474-8581.

- La structure organisationnelle du camps d’Auschwitz, [in:] Auschwitz 1940-1945. Les problès fundamentaux de l’historie du camp, Volume I: La construction et l’organisation du camp, Musée d'État d'Auschwitz-Birkenau, Oświęcim 2011, s. 177-346, ISBN 978-83-7704-028-7.

- Le personnel SS du camp d’Auschwitz, [in:] Auschwitz 1940-1945. Les problès fundamentaux de l’historie du camp, Volume I: La construction et l’organisation du camp, Musée d'État d'Auschwitz-Birkenau, Oświęcim 2011, s. 347-434, ISBN 978-83-7704-028-7.

- La poursuite et la condamnation pu personnel du camp de concentration d’Auschwitz, [in:] Auschwitz 1940-1945. Les problès fundamentaux de l’historie du camp, Volume V: Épilogue, Musée d'État d'Auschwitz-Birkenau, Oświęcim 2011, s. 115-135, ISBN 978-83-7704-028-7.

- Nadzorczynie SS w niemieckich obozach koncentracyjnych. Przykład KL Auschwitz, [w:] Kobiety wobec Holokaustu. Historia znacznie później opowiedziana, red. Elisabeth Kohlhaas, Oświęcim 2011, ss. 75-89. ISBN 978-83-929532-4-1.

- SS-Aufseherinnen im KL Auschwitz, [in:] Frauen und der Holocaust. Geschichte Jahrzehnte später erzählt, Hrsg. Elisabeth Kohlhaas, Oświęcim 2011, ss. 79-93. ISBN 978-83-929532-4-1.

- Selbstschutz na Pomorzu Gdańskim i w Wielkopolsce w latach 1939-1940. Przyczynek do badań nad początkami okupacji niemieckiej Polski w okresie II wojny światowej, [w:] Studia z Dziejów Pogranicza Kujawsko-Wielkopolskiego, t. 1., red. Andrzej Mietz, Paweł Szczepankiewicz, Bydgoszcz-Wierzbinek 2011, ss. 101-121. ISBN 978-83-933673-4-4.

- SS-Totenkopfverbände jako instrument realizacji ideologicznych i politycznych celów narodowego socjalizmu. Przykład 2. Pułku SS-Totenkopf „Brandenburgia” i jego działalności w Wielkopolsce i na Kujawach we wrześniu 1939 roku, [w:] Studia z Dziejów Pogranicza Kujawsko-Wielkopolskiego, t. 2, red. Andrzej Mietz, Paweł Szczepankiewicz, Bydgoszcz-Wierzbinek 2012, ss. 57-84. ISBN 978-83-934463-8-4.

- The matter of citizienship among SS personnel at KL Auschwitz in the years 1940-1945, [in:] "Auschwitz Studies", No. 26, Auschwitz-Birkenau Museum in Oświęcim, Oświęcim 2012, ss. 49-125. ISSN 2299-2499.
- Volksdeutsche z Jugosławii w załodze SS w kL Auschwitz, [w:] Polska i Jugosławia po II wojnie światowej, red. Momcilo Pavlowic, Nebojsy Stambolij, Andrzej Zaćmiński, Bydgoszcz 2016, ss.141-153. ISBN 978-83-8018-095-6
- SS-Sonderlager Hinzert. Nieznany obóz koncentracyjny SS, [w:] Między edukacją a nauką, red. Iwona E. Zielińska, Rypin 2021, s. 431-465. ISBN 978-83-63043-21-6
- Nowy Zarząd Budowlany SS (SS-Neubauleitung) w niemieckim nazistowskim obozie koncentracyjnym Auschwitz-Birkenau w latach 1940-1941, [w:] Servitium Klio, red. Marek G. Zieliński, Z. Biegański, Bydgoszcz 2021, s. 201-227. ISBN 978-83-8018-386-5, ISBN 978-83-8018-387-2 (e-book)
- Obsada stanowisk kierowniczych w Sztabie Komendantury niemieckiego obozu koncentracyjnego Stutthof w latach 1942-1945, [w:] "Przegląd Archiwalny", tom14, Wydawnictwo Instytutu Pamięci Narodowej, Warszawa 2021, ss. 171-242. ISSN 1899-1254.

## Recenzje
- Hermann Kaienburg: Die Wirtschaft der SS, Metropol Verlag, Berlin 2003, ISBN 3-936411-04-2, [w:] "Zeszyty Oświęcimskie", nr 25, Wydawnictwo Państwowego Muzeum Auschwitz-Birkenau w Oświęcimiu, Oświęcim 2009, ss. 281-289 ISSN 0474-8581.

## Inne
- Lista członków załogi SS w KL Auschwitz, http://web.archive.org/web/20170827214510/http://pamiec.pl/pa/form/60,Zaloga-SS-KL-Auschwitz.html

## Źródła biograficzne
- Anathomy of the Auschwitz Death Camp (Editors Yisrael Gutman, Michael Berenbaum), Indiana University Press, Bloomington and Indianapolis 1998, p. xii, xiii, ISBN 0-253-20884-X.
- Auschwitz 1940-1945. Central Issues in the History of the Camp (Editors Wacław Długoborski, Franciszek Piper), Auschwitz-Birkenau State Museum, Oświęcim 2000, p. 287, ISBN 83-85047-87-5.
- Złota Księga Nauk Humanistycznych 2013, Polski Instytut Biograficzny, s. 199, wyd. Helion, ISBN 978-83-930922-8-4 lub ISBN 978-83-930922-9-1
- Mirosław Krajewski, Nowy słownik biograficzny ziemi dobrzyńskiej, Dobrzyńskie Towarzystwo Naukowe 2014, t. I, s. 546-548, ISBN 978-83-63043-07-0 (I tom) lub ISBN 978-83-63043-06-3 (całość).